# 바디 오브 프루프
《바디 오브 프루프》(영어: Body of Proof)는 2011년부터 2013년까지 방영된 미국의 TV 드라마이다.